# Erik Pardeik
Erik Pardeik (* 1990 in Rüdersdorf bei Berlin) ist ein rechtsextremer deutscher Politiker (AfD). Er ist seit 2024 Mitglied des Landtags Brandenburg.

## Leben
Pardeik ist als Physiotherapeut tätig. Er wuchs in Strausberg und Fredersdorf-Vogelsdorf auf.
Pardeik ist seit 2013 Mitglied der AfD. Seit 2019 ist er Mitglied des Kreistags des Landkreises Märkisch-Oderland. Seit 2024 ist er zudem Mitglied der Gemeindevertretung von Petershagen/Eggersdorf.
Bei der Landtagswahl in Brandenburg 2019 kandidierte Pardeik erfolglos im Landtagswahlkreis Märkisch-Oderland II. Bei der Landtagswahl 2024 zog er schließlich über das Direktmandat im Wahlkreis Märkisch-Oderland II in den Landtag ein. 